# Mùa bão Tây Bắc Thái Bình Dương 1989
Mùa bão Tây Bắc Thái Bình Dương 1989 không có giới hạn chính thức; nó diễn ra trong suốt năm 1989, nhưng hầu hết các xoáy thuận nhiệt đới có xu hướng hình thành trên Tây Bắc Thái Bình Dương trong khoảng giữa tháng 5 và tháng 11. Những thời điểm quy ước phân định khoảng thời gian tập trung hầu hết số lượng xoáy thuận nhiệt đới hình thành mỗi năm ở Tây Bắc Thái Bình Dương.
Phạm vi của bài viết này chỉ giới hạn ở Thái Bình Dương, khu vực nằm ở phía Bắc xích đạo và phía Tây đường đổi ngày quốc tế. Những cơn bão hình thành ở khu vực phía Đông đường đổi ngày quốc tế và phía Bắc xích đạo thuộc về Mùa bão Đông Bắc Thái Bình Dương 1989. Bão nhiệt đới hình thành ở toàn bộ khu vực Tây Bắc Thái Bình Dương sẽ được đặt tên bởi Trung tâm Cảnh báo Bão Liên hợp  JTWC . Áp thấp nhiệt đới ở khu vực này sẽ có thêm hậu tố "W" phía sau số thứ tự của chúng. Áp thấp nhiệt đới trở lên hình thành hoặc đi vào khu vực mà Philippines theo dõi cũng sẽ được đặt tên bởi Cục quản lý Thiên văn, Địa vật lý và Khí quyển Philippines  PAGASA . Đó là lý do khiến cho nhiều trường hợp, một cơn bão có hai tên gọi khác nhau.

## Các cơn bão

### Bão nhiệt đới dữ dội Cecil (bão số 2)
Đây là một trong những cơn bão bất thường đổ bộ Trung Bộ trong tháng 5.

### Bão cuồng phong Dan (Saling) (bão số 9)
Dan là một trong những cơn bão mạnh nhất từng đổ bộ vào Bắc Trung Bộ. Quỹ đạo của nó gần như khá giống với cơn bão Doksuri 28 năm sau.

### Bão cuồng phong Gay (bão số 11)
Bão Gay hình thành ngay ở phía nam Mũi Cà Mau,khu vực phía đông Vịnh Thái Lan  vào ngày 1 tháng 11,bão đạt cấp 3(SSHWS) khi áp sát và đổ bộ vào Thái Lan.Bão khiến hơn 800 người thiệt mạng xung quanh vịnh này.Sau khi quét qua Thái Lan,bão đi vào Ấn Độ Dương,cường độ có phần suy giảm xuống còn cấp 1(SSHWS),rồi lại mạnh trở lại.Bão đạt cấp 5(SSHWS),sức gió lên đến 260 km/h(1 phút) ngay khi áp sát vào Kavali,thuộc Ấn Độ.Bão đổ bộ vào Kavali và khiến thêm hơn 200 người thiệt mạng,và sau khi đổ bộ vào đây bão suy yếu nhanh chóng.Cuối cùng bão tan vào ngày 10 tháng 11.Thiệt hại về vật chất do cơn bão gây ra là khoảng 521 triệu USD,trong khi số người chết lên đến hơn 1000 người.Đây là cơn bão mạnh hiếm gặp trên Vịnh Thái Lan.

Cơn bão này còn là một phần của mùa bão Bắc Ấn Độ Dương 1989

### Áp thấp nhiệt đới 35W
Áp thấp nhiệt đới này không gây ảnh hưởng đáng kể nào tới đất liền,chỉ có tác động nhẹ tới quần đảo Caroline,tồn tại 8 ngày trên biển.

## Tên bão
| Winona | Andy  | Brenda | Cecil | Dot  | Ellis | Faye   | Gordon | Hope    | Irving | Judy  | Ken     | Lola | Mac  | Nancy | Owen |
| Peggy  | Roger | Sarah  | Tip   | Vera | Wayne | Angela | Brian  | Colleen | Dan    | Elsie | Forrest | Gay  | Hunt | Irma  | Jack |

### Philippines
| Atring                | Bining                 | Kuring                | Daling               | Elang                  |
| Goring                | Huling                 | Ibiang                | Luming               | Miling                 |
| Narsing               | Openg                  | Pining                | Rubing               | Saling                 |
| Tasing                | Unsing                 | Walding               | Yeyeng               |                        |
| Dự phòng              |                        |                       |                      |                        |
|                       |                        |                       |                      | Anding (chưa sử dụng)  |
| Binang (chưa sử dụng) | Kadiang (chưa sử dụng) | Dinang (chưa sử dụng) | Epang (chưa sử dụng) | Gundang (chưa sử dụng) |

### Việt Nam
Mùa bão năm 1989 là một trong những mùa bão gây thiệt hại hết sức nặng nề ở Việt Nam đặc biệt tại Bắc Trung Bộ, với 3 cơn bão liên tiếp đổ bộ vào các tỉnh Bắc Trung Bộ trong 10 ngày đầu tháng 10 năm 1989 (số 7, 8, 9).
- Bão số 1 (Brenda) đổ bộ Nam Trung Quốc
- Bão số 2 (Cecil) đổ bộ vào phía Bắc tỉnh Quảng Nam.
- Bão số 3 (Dot) đổ bộ Thái Bình
- Bão số 4 (Faye) đổ bộ Quảng Ninh
- Bão số 5 (Gordon) đổ bộ Nam Trung Quốc
- Bão số 6 (Irving) đổ bộ phía Bắc tỉnh Nghệ Tĩnh (nay là phía Bắc Nghệ An)
- Bão số 7 (Brian) đổ bộ vào Nghệ Tĩnh (nay là phía Nam tỉnh Nghệ An)
- Bão số 8 (Angela) đổ bộ vào phía Bắc tỉnh Bình Trị Thiên (nay là phía Bắc Quảng Bình)
- Bão số 9 (Dan) đổ bộ phía Nam tỉnh Nghệ Tĩnh (nay là phía Nam tỉnh Hà Tĩnh)
- Bão số 10 (Elsie) đổ bộ phía Nam tỉnh Nghệ Tĩnh (nay là phía Nam tỉnh Hà Tĩnh)
- Bão số 11 (Gay) đổ bộ vào Thái Lan.
- Bão số 12 (Hunt) tan trên giữa biển Đông.